# Archidiocèse de Curitiba
L'archidiocèse de Curitiba (en latin, Archidioecesis Curitibensis) est une circonscription ecclésiastique de l'Église catholique au Brésil.
Son siège se situe dans la ville de Curitiba, capitale de l'État du Paraná.

## Province ecclésiastique de Curitiba
Le mercredi 25 juin 2014, le pape organise une restructuration de la province avec la suppression du diocèse de Guiratinga (en) dont le territoire est réparti entre le diocèse de Rondonópolis et celui de Barra do Garças et Paranatinga. Le diocèse de Rondonopolis est renommé en diocèse de Rondonopolis et Guiratinga. La prélature territoriale de Primavera do leste est élevée en tant que diocèse.

## Évêques et archevêques
- José de Camargo Barros (1894-1903) nommé évêque du diocèse de São Paulo
- Duarte Leopoldo e Silva (1904-1906) nommé évêque du diocèse de São Paulo
- João Francisco Braga (1907-1935)
- Ático Eusébio da Rocha (1935-1950)
- Manoel da Silveira d'Elboux (1950-1970)
- Pedro Antônio Marchetti Fedalto (1970-2004)
- Moacyr José Vitti, C.S.S. (2004-2014)
- José Antônio Peruzzo (2015-   )